# Culicicapa
Culicicapa es un género de aves paseriformes perteneciente a la familia Stenostiridae. Los dos miembros del género viven en el centro de China, la región indomalaya y la Wallacea.

## Especies
Se reconocen las siguientes especies:
- Culicicapa ceylonensis - papamoscas cabecigrís;
- Culicicapa helianthea - papamoscas citrino.